# Muhmed Ssegonga
Muhmed Ssegonga (1970. december 12. –) ugandai nemzetközi labdarúgó-játékvezető.

## Pályafutása

### Labdarúgóként
Korán, 13 éves kötelezte el magát a labdarúgással. Ifjúsági- és fiatal felnőtt korában a Nsambya FC-nek és a Coffee FC-nek volt igazolt játékosa.

### Nemzeti játékvezetés
Játékvezetésből Masakában vizsgázott. A Masakai labdarúgó-szövetség által üzemeltetett labdarúgó bajnokságokban kezdte sportszolgálatát. Az Ugandai labdarúgó-szövetség (FUFA) Játékvezető Bizottságának (JB) minősítésével 1994-től a Super League játékvezetője. Küldési gyakorlat szerint rendszeres 4. bírói szolgálatot is végzett.

### Nemzetközi játékvezetés
Az Ugandai labdarúgó-szövetség JB terjesztette fel nemzetközi játékvezetőnek, a Nemzetközi Labdarúgó-szövetség (FIFA) 2002-től tartotta nyilván bírói keretében. A FIFA JB központi nyelvei közül az angolt beszéli. Több nemzetek közötti válogatott, valamint CAF-bajnokok ligája klubmérkőzést vezetett, vagy működő társának 4. bíróként segített. 2016-ban már nem szerepel a FIFA JB listáján.

#### Labdarúgó-világbajnokság
A 2006-os labdarúgó-világbajnokságon valamint a 2010-es labdarúgó-világbajnokságon a FIFA JB játékvezetőként alkalmazta. Selejtező mérkőzéseket az Afrikai Labdarúgó-szövetség (CAF) zónában irányított.

##### 2006-os labdarúgó-világbajnokság
| Időpont             | Helyszín                | Mérkőzés típusa         | Mérkőzés                              | Eredmény | Nézők száma |
| ------------------- | ----------------------- | ----------------------- | ------------------------------------- | -------- | ----------- |
| 2005. június 5.     | Nemzeti Stadion, Harare | előselejtező (2/4. kör) | Zimbabwe–Gabon                        | 1 – 0    | 55 000      |
| 2005. szeptember 4. | Nemzeti Stadion, Harare | előselejtező (2/4. kör) | Zimbabwei labdarúgó-válogatott–Ruanda | 3 – 1    | 55 000      |

##### 2010-es labdarúgó-világbajnokság
| Időpont             | Helyszín                                  | Mérkőzés típusa         | Mérkőzés                  | Eredmény | Nézők száma |
| ------------------- | ----------------------------------------- | ----------------------- | ------------------------- | -------- | ----------- |
| 2008. május 31.     | Sam Nujoma Stadion, Windhoek              | előselejtező (2/2. kör) | Namíbia–Kenya             | 2 – 1    | 6000        |
| 2008. június 14.    | Nemzeti Stadion, Gaborone                 | előselejtező (2/7. kör) | Botswana–Elefántcsontpart | 1 – 1    | 21 400      |
| 2008. október 12.   | Prince Louis Rwagasore Stadion, Bujumbura | előselejtező (2/9. kör) | Burundi–Burkina Fasó      | 1 – 3    | 10 000      |
| 2009. szeptember 6. | Kégué Stadion, Lomé                       | előselejtező (3./A kör) | Togo–Marokkó              | 1 – 1    | 24 651      |

#### Afrikai nemzetek kupája
A 2008-as afrikai nemzetek kupája, a 2010-es afrikai nemzetek kupája, valamint 2012-es afrikai nemzetek kupája labdarúgó tornán a CAF JB bíróként foglalkoztatta.

##### 2008-as afrikai nemzetek kupája
| Időpont          | Helyszín                         | Mérkőzés típusa              | Mérkőzés                              | Eredmény | Nézők száma |
| ---------------- | -------------------------------- | ---------------------------- | ------------------------------------- | -------- | ----------- |
| 2008. január 28. | Városi Stadion, Sekondi-Takoradi | csoportmérkőzés (A. csoport) | Guinea– Namíbiai labdarúgó-válogatott | 1 – 1    | 1000        |

##### 2010-es afrikai nemzetek kupája
| Időpont          | Helyszín                             | Mérkőzés típusa              | Mérkőzés     | Eredmény | Nézők száma |
| ---------------- | ------------------------------------ | ---------------------------- | ------------ | -------- | ----------- |
| 2010. január 14. | Cidade Universitária Stadion, Luanda | csoportmérkőzés (A. csoport) | Mali–Algéria | 0 – 1    | 4000        |

##### 2012-es afrikai nemzetek kupája
| Időpont           | Helyszín                          | Mérkőzés típusa           | Mérkőzés         | Eredmény |
| ----------------- | --------------------------------- | ------------------------- | ---------------- | -------- |
| 2010. október 10. | Köztársasági Stadion, Brazzaville | előselejtező (I. csoport) | Kongó–Szváziföld | 3 – 1    |

#### Nemzetközi kupamérkőzések

##### CAF-bajnokok ligája
| Időpont           | Helyszín                         | Mérkőzés típusa | Mérkőzés                 | Eredmény |
| ----------------- | -------------------------------- | --------------- | ------------------------ | -------- |
| 2008. október 18. | Kairói Nemzetközi Stadion, Kairó | egyik elődöntő  | al Ahly Kairo–FC Enyimba | 1 – 0    |

##### Afrika Konföderációs kupa
| Időpont          | Helyszín               | Mérkőzés típusa | Mérkőzés                   | Eredmény |
| ---------------- | ---------------------- | --------------- | -------------------------- | -------- |
| 2009. október 3. | Sapele Stadion, Sapele | egyik elődöntő  | Bayelsa United FC–ES Sétif | 1 – 1    |

## Negatív sztori
2004-ben a CECAFA Kupa elődöntőjében, az Etióp labdarúgó-válogatott–Kenyai labdarúgó-válogatott elődöntőben az elégedetlen kenyai játékosok előbb az egyik partbírót  Yahayát, majd őt is kergetni kezdték, közben megütötték. A rendőrség közbelépésével fejeződött be ez a sportszerűtlenség. Kiállította a magáról megfeledkező Jumát, majd a találkozót folytatta.

## Szakmai sikerek
Az Ugandai Labdarúgó-szövetség JB2007-ben az Év Játékvezetője címmel ismerte el felkészültségét.